# Piret Raud
Piret Raud (ur. 15 lipca 1971 w Tallinnie) – estońska pisarka i ilustratorka.

## Życiorys
Raud jest córką estońskich pisarzy Eno Rauda i Aino Pervik. Jej bratem jest Rein Raud pisarz i pracownik naukowy Uniwersytetu w Tallinie oraz muzyk i pisarz Mihkel Raud.
Ukończyła studia na wydziale grafiki Estońskiej Akademii Sztuki. Początkowo pracowała jako  grafik. Swoje prace po raz pierwszy pokazała na wystawie w 1992 roku. Jej prace były pokazywane na wystawach w: Łotwie, Litwie, Finlandii, Szwecji, Danii, Niemczech, Wielkiej Brytanii, Włoszech, Hiszpanii, Słowacji, Rosji, Iran, Japonia, Argentyna i USA. Znalazły się w zbiorach Estońskiego Muzeum Sztuki i Biblioteki Narodowej Estonii.
W 1994 roku zilustrowała pierwszą książkę Keeruline lugu. Jej autorką była jej matka Aino Pervik. W 1997 roku Piret zilustrowała zbiór poezji swojego ojca Eno Rauda Kala kõnnib jala.  Swoją pierwszą książkę  Kataleena isemoodi juukse wydała w 1995 roku.
Przez pewien czas pracowała jako redaktorka naczelna czasopisma dla dzieci Täheke  Zilustrowała ponad 50 tytułów, a sama napisała ponad 21 książek, które zostały przetłumaczone na 20 różnych języków. W 2012 roku została wpisana na Listę Honorową IBBY jako pisarka, a w 2018 jako ilustratorka.
W języku polskim zostało wydanych 5 jej książek w tłumaczeniu Anny Michalczuk-Podlecki. W 2024 roku Teatr Dzieci Zagłębia przygotował spektakl na podstawie jej książki Ucho.
Od 1998 roku jest członkiem Eesti Kunstnike Liit, a od 2006 roku od 2006 roku Związku Pisarzy Estońskich.

## Publikacje w języku polskim
- Księżniczki trochę zakręcone (Teistmoodi printsessilood) tłum. Anna Michalczuk-Podlecki, Finebooks, Warszawa 2014[9]
- Historie trochę szalone (Natuke napakad lood) tłum. Anna Michalczuk-Podlecki, Finebooks, Warszawa 2015[9]
- Ja, mama i nasi zwariowani przyjaciele (Mina, emme ja meie igasugused sõbrad) tłum. Anna Michalczuk-Podlecki, Finebooks, Warszawa 2018
- Ucho tłum. Anna Michalczuk-Podlecki, Finebooks, Warszawa 2021
- Emma kocha różowy!, Finebooks, Warszawa 2021[5]
- Najprzyjemniejsza chwila dnia, Warsztaty Kultury, 2024

## Nagrody i odznaczenia
- 2016: Order Gwiazdy Białej IV klasy[10]
- 2023: Edgar Valter Illustration Award[11]